# Thuidium ise-sanctum
Thuidium ise-sanctum är en bladmossart som beskrevs av Kyuichi Sakurai 1943. Thuidium ise-sanctum ingår i släktet tujamossor, och familjen Thuidiaceae. Inga underarter finns listade i Catalogue of Life.